# Cikaroya
Cikaroya is een bestuurslaag in het regentschap Cianjur van de provincie West-Java, Indonesië. Cikaroya telt 6544 inwoners (volkstelling 2010).